# Aurélie Sfez
Pour les articles homonymes, voir Sfez.
Aurélie Sfez, née le 8 avril 1976 à Bordeaux, est une journaliste autrice et productrice radio notamment sur France Inter ou Radio Nova. Autrice et réalisatrice de documentaires (Arte, France 5), elle est également compositrice. 

## Biographie
Après des études de piano classique au Conservatoire de Bordeaux, Aurélie Sfez, lauréate du premier prix du Concours national de France de piano, poursuit ses études au Conservatoire de Toulouse et au département de musique de l'université de Toulouse Le Mirail puis entre en maîtrise à l'université Paris-Sorbonne.
En 2000, elle propose et anime la chronique quotidienne Pas très classique sur la station Sud Radio pendant la saison estivale, puis elle entre comme stagiaire à France Culture, sous la tutelle de Daniel Caux alors producteur et directeur de la musique. 
La même année, elle produit son premier documentaire radiophonique Le Son de la taule, sur la musique dans les prisons, dans l'émission tremplin C'est comme à la radio sur France Inter, animée par Noëlle Bréham. 
En 2002, elle produit plusieurs séries documentaires et musicales sur France Culture : À la recherche des musiques Yiddish, La Musique dans la campagne politique de 2002...
Reporter et collaboratrice sur France Inter dans les émissions d'Isabelle Giordano Service Public, Daniel Mermet Là-bas si j'y suis, Brigitte Palchine Nocturne et sur France Culture dans les émissions de Sonia Kronlund Les Pieds sur terre, les magazines musicaux de Jeanne-Martine Vacher Décibels et de Bastien Gallet Elektrophonie. 
Elle part à New York comme reporter pour France Inter (reportages « Société ») et France Culture (« Musique »).
En 2005, Aurélie Sfez et son acolyte Julien Cernobori, imaginent et produisent la série documentaire Village People sur France Inter. Pendant trois saisons, les auditeurs sont au rendez-vous et la série reçoit un accueil très enthousiaste. Aurélie et Julien, les deux jeunes trentenaires en goguette, partent à la rencontre des Français de nos villages pour leur tendre le micro, leur donner la parole dans un tour de France poétique, tendre, social et inédit. Plus tard, France 5 propose aux deux auteurs d'adapter Village People à la télévision. 
La série documentaire intitulée En campagne, qu'elle co-présente avec Julien Cernobori, est diffusée en 2009 et 2010 sur France 5.
Aurélie Sfez revient sur France Inter comme chroniqueuse musicale dans le magazine culturel Ouvert la nuit produit par Alexandre Héraud et Tania de Montaigne et en même temps dans la matinale du 6/7 d'Audrey Pulvar et Éric Delvaux où elle produit L'Actu dans le rétro où elle fait réagir des personnalités sur une actualité passée.
En 2012, elle produit et anime Et la caravane passe, la direction de France Inter lui confie le magazine estival itinérant et quotidien de 18 h, en direct consacré au spectacle vivant et à l'actualité des festivals de France.
De septembre 2012 à juin 2014, elle produit et anime la partie musicale du magazine Ouvert la nuit tous les soirs sur France Inter avec Alexandre Héraud puis avec Baptiste Etchegaray. Le live de l'émission et les interviews s'ouvrent aussi bien aux musiciens confirmés qu'aux nouveaux talents. Des griots de Mauritanie à Steve Reich, de la musique expérimentale aux premières heures de la polyphonie médiévale, la productrice traverse et croise les genres à la rencontre des musiciens de notre temps.  
De 2015 à 2017, elle publie une série d'articles dans la rubrique Musique du journal quotidien Le Monde. 
En 2016, la productrice réalise une série de chroniques pour France Musique intitulée Plages interdites, sur les musiques et chansons censurées dans l'histoire. 
À la rentrée 2016, Aurélie Sfez rejoint Radio Nova où elle produit pendant quatre ans le magazine hebdomadaire itinérant À la dérive, une errance radiophonique avec des artistes dans les lieux qu'ils affectionnent (Philippe Katerine, Lydia Lunch, Arto Lindsay, Christophe, Bertrand Mandico...)
L'été 2020, elle co-produit avec Antoine Ly l'émission quotidienne Rendez-vous place du marché de 11h à 12h sur France Inter, un tour de France sensible et joyeux à la rencontre des habitants autour des grandes thématiques de notre époque. 
En parallèle, elle réalise une websérie documentaire pour Arte intitulée Fragments, proposant des autoportraits courts et singuliers d'anonymes, tournés en France et en Allemagne.
Depuis 2025 et toujours pour Arte, elle réalise des "déambulations nocturnes" sur twitch dans l'émission « Autour de Minuit » où elle guide les spectateurs en voix off à travers une ville française. Dans une succession de rencontres en temps réel (infirmière, chauffeur de taxi, musicien, insomniaque, etc.), chaque personnage dévoile sa vision de la nuit. Cette émission où tout est réalisé en direct, jusqu'à la musique, se veut être "une exploration sensible de la nuit comme espace social, entre réalité et rêverie".
Comme compositrice, elle a écrit les musiques du livre Dans ma maison sous terre de l'écrivain Chloé Delaume (Éditions du Seuil, coll. « Fiction et cie »), la musique d'une fiction diffusée sur France Culture Le Retour de Charlie Orphan, la bande originale du film promotionnel des parfums de luxe « Creed », des musiques originales pour l'artiste vidéaste Katia Kameli.

## Publications
- Cent chansons censurées co-écrit avec l'avocat Emmanuel Pierrat, Éditions Gallimard, 2014  (ISBN 978-2-84230-517-8)